# Windsor Davies
Windsor Davies (Canning Town, West Ham, Londres, 28 de agosto de 1930 – 17 de janeiro de 2019) foi um ator inglês, conhecido por interpretar o Sargento-Major Williams na sitcom It Ain't Half Hot Mum (1974-1981).